# Luz cenicienta

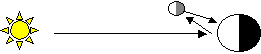
Reflejo de la luz cenicienta.

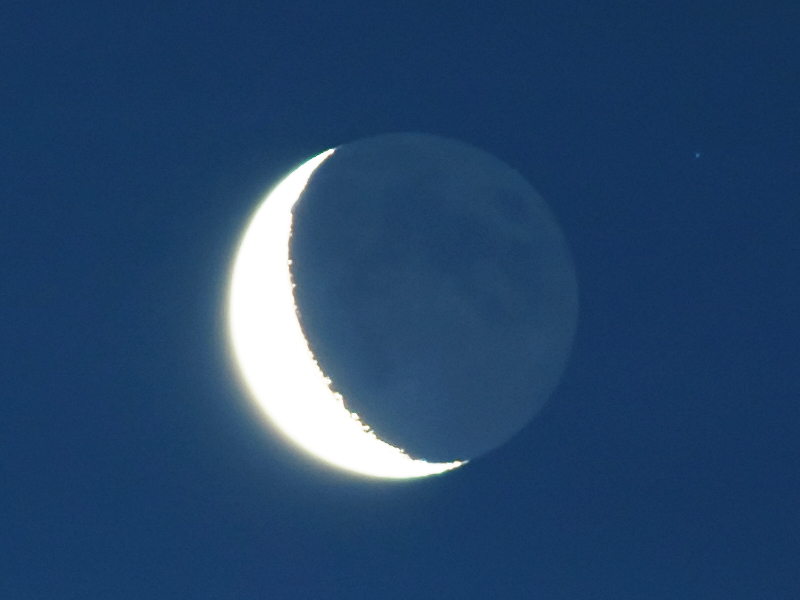
La parte oscura de la cara visible de la Luna, iluminada por la luz cenicienta.

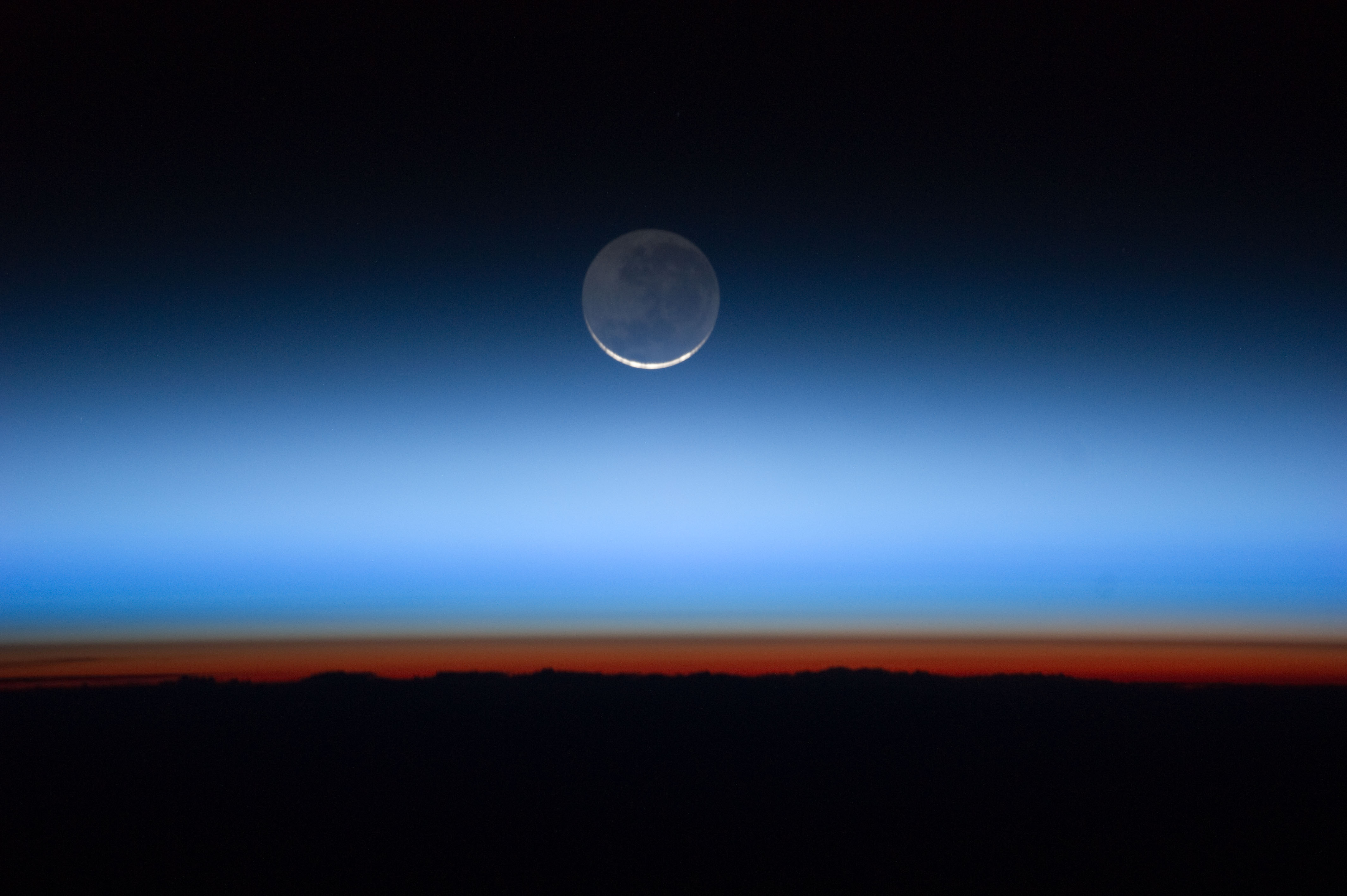
La luz cinérea de la Luna vista desde la Tierra durante la fase de luna nueva

La luz cenicienta es la luz débil que ilumina la parte del disco lunar no bañado por la luz solar, sin la cual sería invisible desde la Tierra. Esa débil iluminación de la parte oscura de la Luna corresponde a la luz procedente del Sol que refleja la superficie iluminada de la Tierra. 
Es sobre todo perceptible durante los primeros y los últimos días del ciclo lunar, cuando la parte de la Luna iluminada por el Sol apreciable desde la Tierra es muy pequeña o inapreciable, o si la luna está en fase de luna nueva. Entonces, casi todo el disco terrestre visible desde la Luna es bañado por la luz solar y refleja parte de esa luz hacia nuestro satélite (el albedo de la Tierra es 0,39). En suma, la luz cenicienta es, en el suelo lunar, lo que la luz de la Luna es para nosotros poco antes, durante, o poco después del plenilunio. Como la Tierra es mucho mayor que la Luna, esta se beneficia de una iluminación nocturna tan intensa que corresponde al resplandor crepuscular que, en nuestro planeta, precede a la llegada de la noche.
Desde la Luna, la Tierra se observa en una fase inversa a la de la propia Luna, es decir: cuando la Luna está en Luna llena, la Tierra se vería en "Tierra nueva"; cuando la Luna está en cuarto creciente, la Tierra se vería en cuarto menguante. Esto explica por qué las mejores condiciones para ver la luz cenicienta se producen cuando la Luna está terminando de menguar o comenzando a crecer pues, desde la Luna, la Tierra se ve casi totalmente iluminada. Este efecto es más notorio cuando es invierno en el hemisferio norte y la nieve y el hielo de las latitudes septentrionales aumentan el albedo de la Tierra.